# 원더 (영화)
《원더》(Wonder)는 2017년 11월 개봉한 미국의 드라마 영화이다. 스티븐 슈보스키가 감독을, 스티브 콘래드가 각본을 맡았다. R. J. 팔라시오의 동명 소설이 영화의 원작이다.

## 줄거리
어거스트 "어기" 풀먼은 어머니 이자벨, 아버지 네이트, 누나 올리비아("비아"), 개 데이지와 함께 브루클린의 브라운스톤에 살고 있는 10세 소년이다. 그는 희귀한 의학적 안면 기형인 "하악 안면 이골증"을 가지고 태어났으며 보고, 냄새 맡고, 말하고, 듣는 데 도움을 주기 위해 27가지 수술을 받았다.
어기는 홈스쿨링을 받았지만 5학년이 되자 부모는 그를 비처 프렙 사립 중학교에 등록하기로 결정했다. 학교가 시작되자 어기는 따돌림을 당하지만 곧 동급생 잭 윌과 친밀한 우정을 쌓는다.
할로윈을 맞이하여 어기는 데이지가 실수로 그가 입을 예정인 보바 펫(Boba Fett) 의상을 망쳤을 때 작년의 고스트페이스 마스크와 망토를 입는다. 어기는 자신의 의상이 제공하는 익명성 때문에 낙관적이고 자신감 있게 학교를 거닐고 있다. 그러나 교실에 들어서자 자신을 알아보지 못하는 잭이 우연히 오기를 배척하는 줄리안 알벤스와 그의 친구들과 합류해 등 뒤에서 "그는 어기처럼 보이면 자살할 것이다. " 혼란스럽고 병이 난 그의 어머니는 어기를 집으로 데려 오기 위해 비아와의 모녀의 날을 포기한다. 그녀는 다쳤지만 비아는 가장 친한 친구 미란다에게 거절 당했기 때문에 그녀와 함께 속임수를 쓰도록 설득한다.
어기는 서머라는 소녀와 새로운 우정을 쌓고 잭과의 헤어짐에 대해 털어 놓는다. 잭이 서머에게 어기가 왜 그를 피하는지 물었을 때 그녀는 잭에게 "고스트페이스"라는 단서만 제공한다. 과학 수업에서 잭은 깨달음을 얻고 과학 박람회에서 줄리안 대신 어기와 파트너가 되기로 결심한다. 줄리안이 복도에서 잭과 마주하고 어기를 "괴물"이라고 부를 때 그들은 싸움을 시작하고 브라운과 다른 교사에 의해 헤어진다. 잭을 이틀 동안 정직시킨 후 투시먼 씨는 어기 변호에 대한 잭의 편지를 읽는다. 잭은 어기 바이 마인크래프트에게 사과하고 화해한다.
한편 비아는 가족을 사랑하지만 어기가 태어난 이후로 어기를 돌보는 데 더 많은 시간을 보내는 부모 때문에 소외감을 느끼고 있다. 그녀는 곧 연애를 시작하는 저스틴이라는 연극 학생을 만난 후 드라마 클럽에 가입한다. 그녀는 학교의 아워 타운 제작에서 주역으로 미란다의 학부생으로 선정되었지만 개막일 밤 저스틴이 미란다에게 비아의 가족이 참석하지 않았다고 말한 후 미란다에게 말했을 때 미란다는 병을 가장하여 비아를 데려가게 한다. 그녀의 장소. 비아는 감동적인 공연을 선보여 관중석에서 흥분의 함성을 지르게 한다. 그녀와 미란다는 화해한다.
어기의 인기와 친구들의 범위는 시간이 지남에 따라 더 커지지만 브라운이 알아차릴 때까지 그는 줄리안과 그의 친구들에게 계속 괴롭힘을 당한다. 투시먼 씨는 나중에 증오 메모와 어기 포토샵이 제거 된 학급 사진을 포함한 증거를 가지고 줄리안과 그의 부모와 대결한다. 줄리안의 어머니는 사진에서 어기를 편집했다고 인정하고 학생들이 어기에게 노출되어서는 안된다고 주장하면서 아들의 행동을 변호한다. 학교에서 자금을 빼겠다는 그녀의 위협에도 불구하고 투시먼은 줄리안을 이틀 동안 정직시켜 다가오는 자연 휴양지를 놓치게 만든다. 그들이 떠날 때 줄리안은 부모가 그를 학교에서 끌어내어 가을에 돌아 오지 않을 것이라고 선언하자 정신이 나간다. 줄리안은 수락하는 투시먼에게 사과한다.
자연 휴양지에서 어기와 잭은 다른 학교의 7학년 3명에게 매복 공격을 받지만 줄리안의 친구들은 집결하여 그들을 방어한다. 어기는 나중에 급우들에게 더 많이 받아 들여진다. 연말 졸업식에서 어기는 자신을 학교에 데려다 준 어머니에게 감사를 표한다. 그녀는 그에게 "당신은 정말 경이로운 사람이에요, 어기."라고 말한다. 그는 그의 힘과 용기로 헨리 워드 비처 메달을 받았으며 군중으로부터 큰 소리로 포효를 받았다. 어기를 향해 격렬하게 외치는 관중들과 함께 영화가 끝나자 그는 관객들에게 음성 내레이션을 전달하고 브라운 선생이 수업 시간에 했던 마지막 교훈을 인용하며 이야기를 마무리한다. 사람들이 어떤 사람인지 정말로 보고 싶다면, 당신이 해야 할 일은 보기만 하면 된다."

## 출연진
- 제이컵 트람블레이 - 어거스트 "어기" 풀먼 역
- 줄리아 로버츠 - 이자벨 풀먼 역
- 오언 윌슨 - 네이트 풀먼 역
- 이자벨라 비도빅 - 올리비아 "비아" 풀먼 역
- 노아 주프 - 잭 윌 역
- 브라이스 게이사르 - 줄리안 올반스 역
- 나지 지터 - 저스틴 역
- 대니엘 로즈 러셀 - 미란다 나바스 역
- 엘 매키넌 - 샬럿 코디 역
- 밀리 데이비스 - 서머 도슨 역
- 데이비드 디그스 - 브라운 (선생님) 역
- 맨디 패틴킨 - 투시먼 역
- 카일 해리슨 브라이트코프 - 마일스 노리 역
- 앨리 리버트 - 페토사 역
- 에마 트람블레이 - 미셸 역
- 크리스털 로 - 줄리안의 엄마 역
- 스티브 베이식 - 줄리안의 아빠 역
- 레이철 헤이워드 - 미란다의 엄마 역
- 소냐 브라가 - 할머니 역
- 타이 콘시글리오 - 에이모스 콘티 역
- 제임스 A. 휴스 - 헨리 조플린 역

## 같이 보기
- 마스크 (1985년 영화)